# نشانه پمبرتون
نشانهٔ پمبرتون (انگلیسی: Pemberton's sign) یک ابزار بالینی در معاینه پزشکی است که برای نشان دادن وجود فشار نهفته در ورودی قفسه سینه استفاده می‌شود. این نشانه به افتخار هیو پمبرتون، که آن را در سال ۱۹۴۶ توصیف کرد، نام‌گذاری شده است.
مانور پمبرتون با بالا بردن هر دو دست بیمار (معمولاً ۱۸۰ درجه با خم شدن قدامی در شانه) به‌گونه‌ای که ساعدها کناره‌های صورت را لمس کنند، ایجاد می‌شود. نشانهٔ پمبرتون مثبت با وجود احتقان صورت و سیانوز و همچنین دیسترس تنفسی پس از تقریباً یک دقیقه مشخص می‌شود.
نشانه پمبرتون مثبت نشان دهنده سندرم ورید اجوف فوقانی (SVC) است که معمولاً در نتیجه وجود توده در مدیاستن رخ می‌دهد. اگرچه این نشانه بیشتر در بیماران مبتلا به گواتر زیرجناغی که گواتر دهانه ورودی قفسه سینه را مسدود می‌کند، توصیف شده، انجام این مانور به‌طور بالقوه در هر بیمار مبتلا به آدنوپاتی، تومور یا فیبروز که مدیاستن را درگیر می‌کند مفید است. سندرم ورید اجوف فوقانی گاهی در نتیجه لنفادنوپاتی منتشر مدیاستن با علل زمینه‌ای مختلف مانند فیبروز سیستیک و بیماری کستلمن مشاهده شده است. پارک و همکاران بزرگ شدن غدد لنفاوی گردنی مرتبط با لنفوهیستوسیتوز هموفاگوسیتیک را به عنوان علت فشردگی ورید ژوگولار داخلی گزارش کردند که از نظر بالینی شبیه به سندرم ورید اجوف فوقانی بود.